# Orophea monosperma
Orophea monosperma Kurz ex Craib – gatunek rośliny z rodziny flaszowcowatych (Annonaceae Juss.). Występuje naturalnie na indyjskich wyspach Andamanach. 

## Morfologia
PokrójZimozielone drzewo. Młode pędy są owłosione.
LiścieMają owalnie eliptyczny kształt. Mierzą 6–9 cm długości oraz 3–4 cm szerokości. Nasada liścia jest od zaokrąglonej do ostrokątnej. Blaszka liściowa jest o spiczastym wierzchołku. Ogonek liściowy jest owłosiony i dorasta do 2 mm długości.
KwiatySą pojedyncze lub zebrane w pary, rozwijają się w kątach pędów. Działki kielicha mają owalny kształt, są owłosione i dorastają do 1–2 mm długości. Płatki mają owalny kształt i barwę od zielonoczerwonawej do zielonożółtawej, osiągają do 2–6 mm długości. Kwiaty mają 9–12 owocolistków o podłużnym kształcie i długości 2 mm.
OwocePojedyncze mają kulisty kształt, zebrane w owoc zbiorowy. Mają czerwonawą barwę.

## Biologia i ekologia
Rośnie w wiecznie zielonych lasach. Kwitnie od marca do czerwca, natomiast owoce dojrzewają od sierpnia do września.